# Lockheed Martin C-130 Hercules
Lockheed C-130 Hercules er et amerikansk firemotors turboprop militært transportfly designet og oprindeligt bygget af Lockheed, nu Lockheed Martin. Flyet er i stand til at benytte uforberedte landingsbaner for start og landing, og var oprindeligt designet til troppetransport, evakuering af tilskadekomne (medevac), og almindelig godstransport. Det alsidigt anvendelige flystel er blevet benyttet i et stort antal andre roller, Blandt andet som "gunship" (AC-130), til at aflevere faldskærmstropper, til search and rescue, til at understøtte videnskabelig forskning, udføre vejrrekognoscering, som tankfly til lufttankning og luftbrandslukning, og til farvandsovervågning. Det er i øjeblikket det primære taktiske transportfly for et stort antal militære styrker verden over; flyet er i tjeneste i over 60 lande. Der findes mere end 40 varianter af Hercules, heriblandt en civil version som bliver markedsført som Lockheed L-100.
C-130 trådte i tjeneste i USA i 1956, hurtigt efterfulgt af Australien og mange andre lande. Igennem årene har Hercules deltaget i et stort antal operationer: militære, civile og nødhjælpsoperationer. I 2007 blev C-130 det femte flytype, der havde udført 50 års uafbrudt tjeneste ved sin oprindelige primære kunde, hvilket for C-130 er United States Air Force. C-130 Hercules er, med over 60 år, det militærfly der har været længst tid i kontinuerlig produktion.
Hercules transportflyet er gennem årene blevet produceret i henved 70 forbedrede versioner. I løbet af 1990’erne udvikledes den nyeste version af flyet, Lockheed Martin C-130J Hercules samt den ca. 4,6 m forlængede version Lockheed Martin C-130J-30 Hercules, der er en gennemgribende opdatering af transportflyet.
Det danske flyvevåben modtog 2004-2007 fire Lockheed Martin C-130J-30 Hercules, der afløste tre ældre og kortere Lockheed C-130H Hercules, som flyvevåbnet havde anvendt siden 1975.

## Design og udvikling

### Baggrund og krav
Koreakrigen demonstrerede at transportfly med stempelmotorer fra 2. verdenskrigs-æraen — Fairchild C-119 Flying Boxcars, Douglas C-47 Skytrain og Curtiss C-46 Commando — ikke længere var tilstrækkelige. Derfor udstedte United States Air Force den 2. februar 1951 en specifikation ("General Operating Requirement") for et nyt transportfly til firmaerne Boeing, Douglas, Fairchild, Lockheed, Martin, Chase Aircraft, North American, Northrop og Airlifts Inc. Det nye transportfly skulle have en kapacitet på 92 passagerer, 72 kamptropper eller 64 faldskærmstropper i et lastrum på cirka 12 meters (41 fod) længde, 2,7 meters (9 fod) højde og 3 meter (10 fod) bredde. I modsætning til transportfly der var udviklet fra passagerfly, blev det specificeret at flyet skulle lastes og losses via en nedfældelig hængslet rampe i agterenden af skroget.
En vigtig detalje var introduktionen af Allison T56 turboprop jetmotoren, som blev udviklet til C-130. På det daværende tidspunkt var turboprop-systemet en ny anvendelse for gasturbiner. En turboprop giver lavere hastigheder end en turbojet, men har også et langt lavere brændstofforbrug, hvilket giver en større rækkevidde. En turboprop leverer også meget mere effekt til propellen end en stempelmotor med samme vægt.

### Designfasen
Hercules lignede en forstørret udgave af C-123 Provider med en lignende vinge og et layout af fragtrampen der var en videreudvikling af rampen på Chase XCG-20 Avitruc; Avitruc blev oprindeligt designet og fløjet som fragtsvævefly i 1947. Boeing C-97 Stratofreighter havde også en rampe agterude, så det var muligt at køre forskellige køretøjer direkte ombord; det samme var muligt med rampen i snuden af C-124. Men rampen i en Hercules kunne også benyttes til luftnedkastning af fragt, lav-højde nedkastning af Sheridan tanks (kampvognen kunne skubbes ud over rampen ved en flyvehøjde på et par meter, og ville så lave en temmelig brutal landing) og det var endda muligt at droppe store improviserede "daisy cutter" bomber.
Det nye Lockheed fragtfly-design havde en rækkevidde på 2.040 km (1.100 NM, 1.270 miles), kunne starte fra korte og dårlige startbaner - i princippet en ikke for ujævn mark - og kunne flyve på kun tre motorer. Fairchild, North American, Martin, og Northrop afslog at deltage i projektet. De fem øvrige firmaer foreslog i alt ti designs: Lockheed to, Boeing et, Chase tre, Douglas tre, og Airlifts Inc. et enkelt. Afgørelsen på udbuddet blev et tæt opløb mellem det letteste af de to Lockheed forslag (prælimenært projektnummer L-206) og et fire-turboprop design fra Douglas.
Lockheeds design team blev ledet af Willis Hawkins, og udviklingen startede med et 130-siders forslag for Lockheed L-206. Hall Hibbard, som var Lockheeds vicepræsident og ledende ingeniør, så forslaget og forelagde det for Kelly Johnson, som ikke brød sig spor om et langsomt og ubevæbnet fly. Johnson svarede "Hvis De underskriver dette forslag, vil De ødelægge Lockheed." Alligevel underskrev både Hibbard og Johnson forslaget, og den 2. juli 1951 vandt firmaet kontrakten på det nye fly, nu kaldet 'Model 82'.
YC-130 prototypen fløj første gang den 23. august 1954 fra Lockheeds egen flyveplads (den nuværende Bob Hope Airport) ved siden af fabrikken i Burbank, Californien. Flyet, med USAF ser.no. 53-3397, var den anden prototype selvom det fløj først. YC-130 blev fløjet af piloterne Stanley Beltz og Roy Wimmer på den 61 minutter lange flyvning til Edwards Air Force Base; Jack Real og Dick Stanton var ombord som flymekanikere. Kelly Johnson fløj følgeflyet, en Lockheed P2V Neptune.
Efter færdiggørelsen af de to prototyper begyndte produktionen i Marietta, Georgia, hvor der til og med 2009 blev bygget over 2.300 stk. C-130.
Den oprindelige produktionsmodel, C-130A, blev drevet af fire Allison T56-A-9 turboprop motorer med tre-bladede propeller. Flyene havde oprindeligt den samme flade næse som prototyperne. Leverancerne begyndte i December 1956, og fortsatte indtil model C-130B blev introduceret i 1959. Nogle A-modeller blev forsynet med ski og blev omdøbt til C-130D.
Efter at C-130A var trådt i tjeneste ved Tactical Air Command (TAC), blev det klart at C-130 manglede rækkevidde. Problemet blev løst ved at tilføje pylon-monterede tanke på vingerne udenbords for motorerne; dette gav 2.720 kg (6.000 lb) ekstra kapacitet. Flyet kunne nu bære 18.140 kg (40.000 lb) brændstof.

### Forbedrede versioner
C-130B modellen blev udviklet for at supplere de allerede leverede A-modeller, og fik indført et antal forbedringer. En af de største var en forøget brændstofkapacitet - der blev indbygget ekstra vingetanke i centersektionen af vingen, og der blev tilføjet et vekselstrømsanlæg. De trebladede 'Aeroproducts' propeller blev afløst af firebladede 'Hamilton Standard' propeller, og det hydrauliske tryk til at aktivere krængerorene blev øget fra 14,1 MPa (2.050 psi) til 21 MPa (3.000 psi). Udover de firebladede propeller fik flyene også kraftigere motorer, og denne konfiguration blev standard indtil J-modellen blev indført.
En C-130B variant til elektronisk rekognoscering fik betegnelsen C-130B-II. I alt 13 fly blev ombygget. C-130B-II udmærkede sig ved at have falske eksterne vingetanke - dette var camouflerede modtageantenner til signalefterretning (SIGINT). Disse kapsler var en smule større end de normale tanke fundet på de andre C-130B. De fleste af disse efterretningsfly have en tilbagestrøget 'kniv'antenne på toppen af skroget, såvel som ekstra antennetråde udspændt mellem toppen af halefinnen og skroget. Numrene på halefinnen af disse spionfly blev ofte skiftet for at forvirre iagttagere og sløre flyenes egentlige opgave.
C-130E modellen havde forøget rækkevidde og trådte i tjeneste i 1962 efter at være blevet udviklet som et midlertidigt langdistance transportfly for Military Air Transport Service. Grundlæggende en B-model, var flyet resultatet af installationen af 5.150 L (1.360 US gal.) Sargent Fletcher eksterne brændstoftanke mellem motorerne under begge vingers midtersektion og kraftigere Allison T56-A-7A turboprop motorer. Det hydrauliske tryk til krængerorerne blev reduceret til 14,1 MPa (2.050 psi) igen for at kompensere for vægten af de ekstra tanke under vingemidten. E-modellen fik også strukturelle forbedringer, opgraderinger af avionics og en højere tilladt fuldvægt. Australien modtog 12 stk. C130E Hercules i løbet af 1966–67 for at supplere de 12 stk. C-130A der allerede var i tjeneste ved RAAF. Sverige og Spanien benytter TP-84T versionen af C-130E udrustet som lufttankfly.
KC-130 lufttankflyene, oprindeligt kaldet C-130F blev indkøbt af US Marine Corps (USMC) i 1958 (under navnet GV-1) og er udstyret med udskiftelige 13.626 L (3.600 US gal) brændstoftanke af rustfrit stål båret i fragtrummet. De to vingemonterede slanger med lufttankningskoblinger er i stand til hver at overføre op til 19 L/sek. (300 US gal/min.) til to fly samtidigt, hvilket tillader en hurtig optankning - en typisk optankningsformation af fire fly kan optankes indenfor 30 minutter. US Navys C-130G har yderligere strukturelle forstærkninger, der tillader flyet at operere med en større fuldvægt.

### Yderligere udvikling
C-130H modellen har opdaterede Allison T56-A-15 turboprop motorer, en re-designet ydre vinge, opdaterede avionics og en del andre småforbedringer. Senere H modeller fik en ny centervinge der var mere modstandsdygtig overfor træthedsbrud og nedslidning. Denne vingesektion blev efterinstalleret på mange tidligere H-modeller. H-modellen er stadig i udbredt brug i United States Air Force (USAF) og mange andre landes luftvåben. Leverancerne startede i 1964 (til New Zealands luftvåben, RNZAF), og modellen forblev i produktion indtil 1996. En forbedret C-130H kom på markedet i 1974, og Australien indkøbte 12 stk. af typen i 1978 som erstatning for de oprindelige 12 stk. C-130A modeller, som trådte i tjeneste ved RAAF i 1958. U.S. Coast Guard benytter HC-130H for langdistance search and rescue, patruljer for at finde narkosmuglere og illegale immigranter, og almindelige logistik/transportopgaver. Det danske flyvevåben havde tre C-130H fra 1975 til 2004, hvor den blev afløst af C-130J-30.
Af hensyn til den strukturelle belastning af flystellet skal C-130E og C-130H have en vis mængde brændstof tilbage i tankene for at kunne lande med tungt gods, over 16,5 tons (36.500 lbs). Dette nedsætter rækkevidden betydeligt. F.eks. skal flyet ved 17,2 tons last have 3,2 ton brændstof i tankene ved landing, og ved 19 tons last 7,25 tons brændstof.
C-130H modeller produceret fra 1992 til 1996 blev betegnet C-130H3 af USAF. Tretallet betød at det var tredje opgradering af H-serien. Blandt forbedringerne var ring-laser gyroskoper i inertinavigationssystemet, GPS modtagere, et delvist "glass cockpit" (ADI og HSI instrumenteringen), en bedre APN-241 farveradar, et nattesynsudstyr med kompatibel instrumentbelysning, og et integreret radar- og missiladvarselssystem. Det elektriske system blev opgraderet for at kunne levere en mere stabil forsyning til de mere støjkritiske opgraderede systemkomponenter.
Den ækvivalente model for eksport til Storbritannien er C-130K, som i Royal Air Force (RAF) er kendt under navnet Hercules C.1. C-130H-30 (Hercules C.3 i RAF tjeneste) er en forlænget version af den originale Hercules, opnået ved at forlænge skroget med 2,54 m (100 in) umiddelbart bag cockpittet og 2,03 m (80 in) mellem vingen og lastdøren. En enkelt C-130K blev købt af det britiske Met Office (UKs meteorologiske institut) til meteorologiske forskningsflyvninger, og blev klassificeret som Hercules W.2. Flyet fik navnet Snoopy (Nuser) og blev i omfattende grad modificeret til denne særlige tjeneste - det mest prominente visuelle udtryk for dette var en lang rød- og hvidstribet atmosfæreprobe monteret på snuden, og vejrradaren flyttet til en kapsel oven på skroget. Snoopy udtrådte af tjeneste i 2001 og blev derefter modificeret af Marshall of Cambridge Aerospace som flyvende testopstilling for Europrop TP400 turbinemotoren til Airbus A400M Atlas transportflyet. C-130K bliver benyttet af RAF Falcons til faldskærmsudspring. Tre C-130K (Hercules C Mk.1P) blev opgraderet og videresolgt til Østrigs Luftvåben i 2002.

### Afledte/særlige modeller
MC-130E Combat Talon blev udviklet for USAF under Vietnamkrigen for at understøtte særlige missioner udført af specialstyrker i Sydøstasien, og førte til udviklingen af både MC-130H Combat Talon II såvel som en gruppe andre fly til særlige missioner. 37 af de tidligste modeller som p.t. bliver benyttet af Air Force Special Operations Command (AFSOC) er planlagt til a blive afløst af nyproducerede MC-130J versioner. EC-130 Commando Solo er en anden specialversion, der arbejder for AFSOC, selv om flyet udelukkende bliver benyttet af en AFSOC-tilknyttet eskadrille under Pennsylvania Air National Guard. Dette fly er indrettet til at udføre psykologiske operationer/informations operationer (PSYOP/IO), og er indrettet som flyvende radio- og TV-station, og i stand til at sende på de normale radiospredningskanaler. Andre versioner af EC-130, mest bemærkelsesværdigt EC-130H Compass Call, er også specialvarianter men er tildelt Air Combat Command (ACC). AC-130 Gunship blev udviklet under Vietnamkrigen for at yde tæt luftstøtte og support til andre typer jordmålsangreb.
HC-130 er en gruppe langdistance search-and-rescue varianter i tjeneste ved USAF og U.S. Coast Guard. Flyene er særligt indrettet til nedkastning af redningspersonale med faldskærm, overlevelsesudstyr, og (kun i USAF versioner) luftoptankning af redningshelikoptere i kampzoner. HC-130 er sædvanligvis USAFs flyvende kommandostation for SAR missioner i kampzoner, og både USAF og USCG benytter flyene i denne rolle ved 'civile' SAR missioner. Tidlige USAF versioner blev også udstyret med Fulton surface-to-air recovery system, som er designet til at samle en person op fra jorden ved hjælp af en wire og en heliumballon. Systemet bliver demonstreret i James Bond filmen Thunderball, John Wayne filmen The Green Berets, og Batman benyttede systemet i The Dark Knight. Fulton systemet blev demonteret da det viste sig at luftoptankning af helikoptere var både sikrere og mere fleksibelt. Filmen The Perfect Storm demonstrerer sådan en optankning.
C-130R og C-130T er U.S. Navy og USMC modeller, begge forsynet med ekstra brændstoftanke under vingerne og Allison T56-A-16 motorer. USNs C-130T har forbedrede avionics, og USMC versionerne bliver kaldt KC-130R eller KC-130T når de er forsynet med udstyr til luftoptankning og nattesynsudstyr.
RC-130 er et rekognosceringsfly. Et enkelt eksemplar bliver benyttet af Den Islamiske Republik Irans Luftvåben; flyet blev solgt til forgængeren, Det Iranske Imperies Luftvåben.
Lockheed L-100 (L-382) er en civil variant, magen til en C-130E uden militær udrustning. L-100 findes også i to 'stræk'versioner.

### Næste generation
I 1970erne foreslog Lockheed en C-130 variant med turbofan motorer i stedet for turboprops, men U.S. Air Force fortrak den takeoff ydelse som de eksisterende fly besad. Desuden var det meningen at Hercules skulle afløses af Advanced Medium STOL Transport projektet engang i 1980'erne. Imidlertid blev projektet aflyst, og C-130 forblev i produktion.
Baseret på de indhøstede erfaringer, modificerede Lockheed Martin en kommerciel variant af C-130 som testfly: High Technology Test Bed (HTTB). Dette testfly satte adskillige rekorder for STOL-fly, og bidrog væsentligt til en database for fremtidige varianter af C-130. Modifikationerne udført på HTTB inkluderede krængeror der udgjorde en større del af vingens korde, et sideror der også udgjorde en større del af korden, hurtigt aktuerende 2-lags flaps på vingens bagkant, en udvidelse af vingens forkant med højere camber, en større halefinne, tilføjelse af tre spoiler paneler på oversiden af hver vinge, et understel med større slaglængde (transportfly har for det meste 'gravhundeben'), ændringerne i styregrejerne og et skift fra et hydraulisk boostet mekanisk styresystem til et styresystem hvor styregrejerne kun var forbundet til hydraulikventiler. HTTB fløj første gang 19. juni 1984, med den civile registrering N130X. Efter at have demonstreret mange nye teknologier, hvoraf en del blev anvendt i C-130J, gik HTTB tabt i en dødsulykke den 3. februar 1993, på Dobbins Air Reserve Base, i Marietta, Georgia. Styrtet skete på grund af et svigt af fly-by-wire kontrolsystemet, som medførte et totalt tab af styring mens der blev udført tests ved lav flyvehastighed. Fejlen blev fundet i et aktuatorsystem der var utilstrækkeligt designet af producenten, og en sikkerhedsvurdering der ikke tog højde for systemets funktion under alle driftsvilkår. En faktor der yderligere bidrog til ulykken var besætningens manglende erfaring med denne type forsøgsflyvninger.
I 1990erne blev den forbedrede C-130J Super Hercules udviklet af Lockheed (senere Lockheed Martin). Dette er den seneste model, og den eneste der p.t. er i produktion. Selv om 'J'-modellens generelt ligner den klassiske Hercules, har den nye turboprop motorer, seks-bladede propeller, digitale avionics og mange andre nye systemer.

### Opgraderinger og ændringer
I år 2000 vandt Boeing en kontrakt på 1,4 milliarder US$ for at udvikle et opgraderingskit ("AMP") til flyets avionics. Programmet var befængt med forsinkelser og fordyrelser, indtil det blev omstruktureret i 2007. Den 2. september 2009 rapporterede Bloomberg at programmet ville blive droppet for at afsætte flere midler til F-35, CV-22 og udskiftning af lufttankfly. Ikke desto mindre meddelte Forsvarsministeriet i juni 2010 at det havde frigivet midler til den indledende produktion af AMP opgraderingspakkerne. Under vilkårene for kontakten havde USAF godkendt at Boeing påbegyndte en lav-volumen indledende produktion af C-130 AMP. Det forventes at i alt 198 fly vil modtage AMP opgraderingen. Den indledende pris er 14 millioner US$ pr. fly, men Boeing forventer at prisen vil falde til 7 millioner US$ fra fly nr. 69.
Fra år 2000 begyndte Lockheed Martin og U.S. Air Force at udruste C-130 med otte-blads UTC Aerospace Systems NP2000 propeller.
Et ombygningsprogram, der skal sænke brændstofforbruget og driftstemperaturen i flyets T56-motorer, er blevet godkendt. US Air Force forventer dels at spare 2 milliarder US$, dels at forlænge flyflådens levetid.

### Udskiftning
I oktober 2010 udstedte Air Force en 'ønskeseddel', en capabilities request for information (CRFI), for udviklingen af et nyt transportfly til afløsning af C-130. Det nye fly skal kunne bære en 190 % større nyttelast og kunne udføre mounted vertical maneuver (MVM) missioner; en metode til at indsætte panserenheder og tropper tæt på modstanderen. Den større nyttelast og missionstype vil gøre det muligt at medføre middeltunge kampvogne og at droppe dem af på lokationer uden lange landingsbaner. Der bliver overvejet, bl.a. ny eller opgraderede fastvingefly, helikoptere, tiltrotor fly, eller endda luftskibe. Det forventedes at udviklingen kunne påbegyndes i 2014, og det nye fly skulle da blive operationelt i 2024. USA's C-130 flåde af cirka 450 stk. C-130 skulle erstattes af kun 250 stk. af den nye type.
Air Force havde allerede forsøgt at udfase C-130 i 1970-erne ved hjælp af Advanced Medium STOL Transport-projektet, som resulterede i udviklingen af C-17 Globemaster III; i stedet for at erstatte Hercules, erstattede den i stedet for C-141 Starlifter.
Air Force Research Laboratory finansierede demonstrationsfly fra Lockheed og Boeing, der skulle undersøge Speed Agile konceptet, hvis formål var at konstruere et STOL fly, der kunne starte og lande med den meget lave hastighed af 130 km/t (70 kn, 81 mph) på flyvepladser mindre end 610 m (2000 ft) længde, og alligevel være i stand til at flyve med en marchfart af Mach 0,8 eller mere. 

Begge flyene benyttede avancerede vinger med 'blown flaps' (trykluft presset ud gennem dyser for at styre overfladelaget af luftstrømmen).
Boeings design havde gennemført over 2.000 timers test i vindtunnel sidst i 2009. Det var en 5% skalamodel af et design med smal krop ("Narrow-body") og en nyttelast på 25.000 kg (55.000 lb).
AFRL forøgede kravet til nyttelast til 29.000 kg (65.000 lb), og der blev udført tests på en 5 % skalamodel af et design med bred krop ("Widebody") med en startfuldvægt på 137.000 kg (303.000 lb) og bredde til de 4,0 m (158 in) brede type A400M lastcontainere.
Flyet skulle fremdrives af fire type IAE V2533 turbofans.

I august 2011 frigav AFRL billeder af Lockheeds model. En 23 % skalamodel blev benyttet til vindtunnelforsøg for at demonstrere det hybride motorsystem, og kombinationen af et flystel med lav luftmodstand og en simpel mekanisk opbygning for at reducere vægt og forbedre aerodynamikken. Modellen havde fire motorer, heraf to Williams FJ44 turbofans. Den 26. marts 2013 fik Boeing patent for dets koncept for flyet.
I januar 2014 var Air Mobility Command, Air Force Materiel Command og Air Force Research Lab i de tidlige stadier af at definere kravene til C-X next generation airlifter program med henblik på at udskifte både C-130 og C-17. Et fly kunne gå i produktion fra tidligt i 2030'erne til engang i 2040'erne. Hvis det bliver besluttet i de endelige krav at flyene skal kunne operere i luftterritorier hvor der ikke er fuldt luftherredømme, vil USAF stoppe indkøb af C-130, så disse vil blive udfaset med indførelsen af de nye fly. Udviklingen af det nye fly er i høj grad afhængig af Hærens taktiske og operationelle planlægning. Det er stadig en mulighed at to forskellige fly kunne blive udviklet for at kunne udføre forskellige missionstyper, men denne afgørelse skal tages før C-17 bliver sendt på pension.

## Operationel historie
Mange af disse hændelser har tidsmæssigt overlappet hinanden, og er ofte sket parallelt. På grund af flyets store udbredelse og anvendelse er det vanskeligt at generere en klar tidslinje, og de nævnte episode er i bedste fald kun et repræsentativt udpluk.
Den første produktionsbatch C-130A fly blev leveret i 1956 til 463d Troop Carrier Wing på Ardmore AFB, Oklahoma og til 314th Troop Carrier Wing på Sewart AFB, Tennessee. Derudover blev der tildelt seks eskadriller til 322d Air Division i Europa og 315th Air Division i Fjernøsten. Nogle yderligere fly blev modificeret til at udføre elektronisk dataopsamling, og tildelt Rhein-Main Air Base i Tyskland mens andre modificerede fly blev tildelt afdelingen for luftkartografi ved Military Air Transport Service (MATS). C-130A trådte officielt i tjeneste ved U.S. Air Force i december 1956.
Australien blev det første land udenfor USA der tog C-130A Hercules i tjeneste: 12 stk. blev leveret fra slutningen af 1958. En anden tidlig bruger var Royal Canadian Air Force som modtog fire fly (Canadisk designation C-130 Mk.I) i oktober / november 1960.
Verdens sidste operatør af C-130A er Honduras' Væbnede Styrker, som i oktober 2009 stadig benyttede en af deres fem A-modeller, FAH 558, ser.no. 3042.
En prominent rolle for B-modellen var tjenesten ved United States Marine Corps, hvor Hercules (oprindelig kaldet GV-1) erstattede C-119. Efter at Air Force C-130D beviste typens anvendelighed i Antarktis, indkøbte U.S. Navy et antal af B-modellen udrustet med ski, som fik typebetegnelsen LC-130.
C-130B-II som var beregnet til elektronisk rekognoscering, arbejdede primært fra Yokota Air Base, Japan under SUN VALLEY programmet. Disse fly blev strippet for specielt udstyr og tilbagebygget til C-130B standard fragtfly efter at deres rekognosceringsopgaver blev overtaget af andre flytyper.
Varianten AC-130 har rekorden for den længste flyvning udført af en C-130. Fra 22 - 24 oktober 1997 fløj to AC-130U gunships på 36 timer nonstop fra Hurlburt Field, Florida til Taegu (Daegu), Sydkorea, efter hver at være blevet luftoptanket syv gange af KC-135 tankfly. Rekordflyvningen slog den dengang bestående rekord med over 10 timer. Under flyvningen blev de to fly optanket med over 190 tons (410.000 lb.)brændstof. Gunships har været benyttet i samtlige større kampoperationer som USA har deltaget i siden Vietnamkrigen, undtagen Operation El Dorado Canyon, angrebet på Libyen i 1986.
Armenien-hændelsen
I 1958 blev en rekognoscerings-C-130A-II fra 7406th Support Squadron skudt ned over Armenien af fire sovjetiske MiG-17s. Flyet havde af ukendte årsager overskredet den Tyrkisk-Armenske grænse under en rutineflyvning. Besætningen, i alt 17 personer, omkom.
Forsøg med hangarskib
I 1963 satte en Hercules rekord som det største og tungeste fly, der har landet på et hangarskib. Rekorden står endnu (2019). I oktober og november dette år foretog en USMC KC-130F (Ser.no. 149798), på udlån til U.S. Naval Air Test Center, 29 'touch-and-go' landinger, 21 fuldførte landinger uden brug af halekrog og med fuldt stop, samt 21 starter uden anvendelse af katapult ombord på hangarskibet USS Forrestal (CV-59). Flyvningerne blev udført med et antal forskellige godsvægte ombord i flyet. Piloten, Løjtnant (senere Kontreadmiral) James H. Flatley III, USN, fik tildelt ordenen Distinguished Flying Cross for sin rolle i disse testflyvninger. På trods af at testflyvningerne blev udført med ubetinget succes, blev metoden bedømt som værende for risikabel for rutinemæssige leveranceflyvninger (carrier onboard delivery, COD). I stedet for blev Grumman C-2 Greyhound udviklet som et dedikeret COD fly. Den Hercules der blev benyttet under forsøgene var sidst i tjeneste ved Marine Aerial Refueler Squadron 352 indtil 2005, men er nu en del af samlingen ved National Museum of Naval Aviation på NAS Pensacola, Florida.
Vietnam
I 1964 påbegyndte C-130 besætninger fra 6315th Operations Group på Naha Air Base, Okinawa flyvninger som fremskudt luftkontrol (forward air control, FAC, også kendt under kodenavnet "Flare") over Ho Chi Minh-stien i Laos, for at supportere USAF jordmålsfly. I april 1965 blev missionerne udvidet til Nordvietnam, hvor C-130 ledte formationer af Martin B-57 Canberra bombere på natrekognoscerings/jordmålsflyvninger imod kommunisternes forsyningsruter til Sydvietnam. Tidligt i 1966 blev Project Blind Bat/Lamplighter etableret på Ubon Royal Thai Air Force Base, Thailand. Efter flytningen til Ubon, fløj Hercules FAC-missioner hvor besætningen ville søge efter mål og tilkalde jordmålsfly til et angreb. En anden, næsten ukendt, opgave som blev udført af besætninger fra Naha var Operation Commando Scarf, som bestod i nedkastning af kemikalier over Ho Chi Minh-stien i Laos. Kemikalierne skulle fremkalde mudder- og jordskred, der skulle blokere lastbilsruterne.
I oktober 1968 droppede en C-130B fra 463rd Tactical Airlift Wing et par M-121 4.500 kg (10.000 lb.) bomber, der oprindeligt var blevet udviklet til de enorme Convair B-36 Peacemaker bombefly, men som aldrig havde været anvendt. U.S. Army og U.S. Air Force genoptog anvendelsen af de store bomber som en metode til at rydde landingszoner til helikoptere i junglen, og tidligt i 1969 påbegyndtes Commando Vault missionerne. Selv om det erklærede formål med COMMANDO VAULT var at rydde landingspladser, blev de også benyttet imod større fjendtlige lejre og andre mål.
A-modellen forblev i tjeneste gennem hele Vietnamkrigen, og flyene der var tildelt de fire eskadrille på Naha AB, Okinawa og den ene eskadrille på Tachikawa Air Base i Japan leverede fremragende tjeneste, heriblandt højt klassificerede specialmissioner over Laos og Nordvietnam. A-modellen blev også leveret til SydVietnams Luftvåben som en del af den 'Vietnamificering' der skete hen mod slutningen af krigen, og tjente ved tre eskadriller baseret på Tan Son Nhut Air Base. Efterhånden som Vietnamkrigen blev afsluttet, blev B-modellerne fra 463rd Troop Carrier/Tactical Airlift Wing og A-modellerne fra 374th Tactical Airlift Wing sendt tilbage til USA, hvor de fleste blev tildelt enheder fra Air Force Reserve og Air National Guard.
Belgisk Congo
I november 1964 deltog et antal C-130E fra 464th Troop Carrier Wing (udlånt til 322d Air Division i Frankrig) i Operation Dragon Rouge, en af de mest dramatiske missioner i det tidligere Belgisk Congos historie. Efter at kommunistiske Simba-rebeller tilfangetog europæiske indbyggere i Stanleyville og holdt dem som gidsler, udførte USA og Belgien en fælles redningsmission der benyttede C-130 til at nedkaste en styrke belgiske faldskærmstropper, og efterfølgende at lande og evakuere tropperne og gidslerne. Der blev fløjet to missioner, en til Stanleyville og en anden til Paulis sidst i november 1964. Missionerne, der skabte store overskrifter i aviserne verden over, resulterede i at C-130 besætningerne for første gang vandt USAFs MacKay Trofæ for årets mest fortjenstfulde flyvning.
Indisk-Pakistanske krig (1965)
Under den indisk-pakistanske krig 1965 modificerede No. 6 Transport Squadron fra det Pakistanske Luftvåben sine C-130B så de kunne anvendes som bombefly. Flyene kunne medbringe op til 9.072 kg (20.000 lb) bomber, læsset på paller. Disse improviserede bombefly blev benytte til at angribe forskellige Indiske mål som f.eks. broer, artilleristillinger, formationer af kampvogne, og troppekoncentrationer. Nogle C-130 havde fået antiluftskyts-kanoner monteret på rampen. Angiveligt ødelagde disse fly 17 indiske fly og beskadigede
16 mere.
Kinesiske atomprøvesprængninger
Sidst i 1960'erne var USA meget interesseret i at få efterretninger om det kinesiske kernevåbenprogram. Efter at det var mislykkedes at placere sensorer nær det kinesiske atomtestområde, Lop Nur, ved hjælp af et Lockheed U-2 spionfly, udklækkede CIA en plan (kaldet Heavy Tea) for at placere to batteridrevne sensorpakker nær basen. For at placere pallerne med sensorerne blev en flybesætning fra Taiwan (Black Cats) trænet til at flyve en C-130 Hercules. De 12 medlemmer af besætningen, ført af Oberst Sun Pei Zhen, startede fra Takhli Royal Thai Air Force Base i en U.S. Air Force C-130E uden markeringer den 17. maj 1969. Efter at have fløjet i lav højde og mørke i seks en halv time, ankom de over målet og nedkastede pallerne med faldskærm nær Anxi i Gansu-provinsen. Efter endnu seksenhalv times flyvning i lav højde og mørke, ankom de til Takhli igen. Sensorerne fungerede, og sendte data til en amerikansk efterretningssatellit i seks måneder før batterierne blev flade. Kineserene foretog to atomprøvesprængninger, den 22. og 29. september 1969, mens sensorerne var aktive. Endnu en flyvning til området var planlagt (som Operation Golden Whip) men den blev annulleret i 1970. Det er mest sandsynligt at flyet der blev anvendt var enten C-130E ser. no. 64-0506 eller 64-0507 (382-3990 eller 382-3991). Disse to fly blev leveret til CIA's hemmelige flyselskab Air America i 1964. Efter at disse fly blev returneret til U.S. Air Force engang mellem 1966 og 1970, fik de tildelt serienumrene fra to C-130 der gik tabt i uheld. 64-0506 flyver nu som 62-1843, en C-130E der styrtede i Vietnam den 20. december 1965, og 64-0507 flyver nu som 63-7785, en C-130E der styrtede i Vietnam den 17. juni 1966.
Operation Entebbe
Et antal C-130 blev benyttet under Entebbe-raidet i 1976, hvor israelske kommandosoldater udførte et overraskelsesangreb i Entebbe-lufthavnen, Uganda. Formålet med missionen var at befri 103 passagerer fra et rutefly, kapret af Palæstinensiske og tyske terrorister og tilbageholdt i Entebbe Lufthavn. Redningsstyrken - 200 soldater, jeeps og en sort Mercedes-Benz der lignede det officielle køretøj for Ugandas diktator Idi Amin - blev fløjet over 4.074 km (2.200 nm) næsten udelukkende i en højde af under 30m (100 ft.) fra Israel til Entebbe af fire Hercules fra Israels Luftvåben. Udturen blev gennemført uden optankning, på hjemturen blev flyene optanket i Nairobi, Kenya.
Falklandskrigen
Under Falklandskrigen i 1982, udførte C-130 fra Argentinas Flyvevåben natlige og risikable forsyningsflyvninger for at bryde blokaden af den argentinske garnison på Falklandsøerne. De fortog også maritim rekognoscering i dagtimerne - et enkelt Hercules blev skudt ned af en Sea Harrier fra Royal Navy, som benyttede AIM-9 Sidewinder missiler og maskinkanon til nedskydningen. Den syv personer store besætning omkom.
Argentina benyttede også to KC-130 tankfly under krigen, og disse var i stand til at luftoptanke argentinernes Douglas A-4 Skyhawk og flådens Dassault-Breguet Super Étendard fly. Enkelte C-130 fik monteret hardpoints til bombeholdere under vingerne for at kunne fungere som bombefly.
Briterne benyttede også RAF C-130 til deres logistiske operationer.
Golfkrigen (1991)
Under Golfkrigen i 1991 (Operation Desert Storm) blev C-130 Hercules benyttet operativt af U.S. Air Force, U.S. Navy og U.S. Marine Corps, sammen med luftvåbnene fra Australien, New Zealand, Saudiarabien, Sydkorea og UK. Varianten MC-130 Combat Talon udførte også de første angreb med nogle af verden største konventionelle (ikke-atomare) bomber, BLU-82 "Daisy Cutter" og GBU-43/B "Massive Ordnance Air Blast" (MOAB) bomb. Daisy Cutters blev primært benyttet til at rydde landingszoner og til at eliminere minefelter. Vægten og den fysiske størrelse af disse bomber gør det enten umuligt eller upraktisk at læsse dem på et konventionelt bombefly. GBU-43/B MOAB er en efterfølger til BLU-82 og kan udføre samme opgaver, såvel som anvendes til jordmålsangreb mod forstærkede mål. Dette kræver dog at Hercules- eller Combat Talon flyet kan udføre sin opgave i et område med luftherredømme.
Blue Angels
Siden 1992 har to C-130, begge kaldet Fat Albert (Tykke Albert) tjent som supportfly for U.S. Navys Blue Angels flyveopvisningshold. Fat Albert I var et TC-130G (151891), og blev afløst af Fat Albert II som er en C-130T (164763). Selv om Fat Albert understøtter en Navy eskadrille, er flyet tjenestegørende ved U.S. Marine Corps (USMC) og besætningen består udelukkende af USMC personale. Ved nogle airshows hvor teamet deltager, deltager Fat Albert også, som regel med overflyvninger. Indtil 2009 demonstrerede flyet også sin evne til at udføre rocket-assisted takeoff (RATO, raket-assisterede starter); disse blev indstillet på grund af et svindende lager af startraketter.
Afghanistan
Under invasionen af Afghanistan i 2001 og den fortsatte support af International Security Assistance Force (Operation Enduring Freedom), har C-130 Hercules været benyttet operationelt af Australien, Belgien, Canada, Danmark, Frankrig, Holland, Italien, New Zealand, Norge, Portugal, Rumænien, Sydkorea, Spanien, UK og USA.
Irak
Under invasionen af Irak i 2003 (Operation Iraqi Freedom) blev C-130 Hercules benyttet operationelt af Australien, UK og USA. Efter selve invasionen benyttede de medlemmer af Koalitionen af Villige Lande under Irakkrigen der havde C-130 i tjeneste flyene til at supportere deres styrker i Irak.
Pakistan
Siden 2004 har Det Pakistanske Luftvåben (Pakistan Air Force (PAF), urdu: پاک فِضائیہ) benyttet C-130 under konflikten i Nordvest Pakistan. Nogle af flyene havde FLIR ("Forward Looking Infrared", infrarøde natkameraer ad typen FLIR Systems Star Safire III EO/IR), for at være i stand til at følge militante Islamister.
Deepwater Horizon Olieudslippet
I næsten 20 år har USAF og U.S. Coast Guard deltaget i øvelser i at fjerne olieudslip, for at være sikker på at USA's militær kunne levere en kompetent respons i tilfælde af en nødsituation. 910th Airlift Wing's 757th Airlift eskadrille har forsvarsministeriets eneste luftsprøjtningssystem, som er godkendt af EPA til at fordele pesticider på statens ejendom, og benyttede disse anlæg til at sprede olienedbrydende kemikalier efter Deepwater Horizon katastrofen i den Mexicanske Golf i 2010.
Under den 5 uger lange mission, fløj besætningerne 92 togter og fordelte knap 564.000 liter (149.000 gallons) olieopløsende midler over 121,4 km²(30.000 Acres) for at ødelægge olielaget på havoverfladen. Deepwater Horizon - missionen var den første gang USA benyttede 910th.AW's kapacitet til kemikaliespredning -- den eneste enhed der kunne udføre sprøjtning over store arealer med fastvingefly -- i forbindelse med et ægte olieudslip af national betydning.
Air Force Reserve Command annoncerede at 910th Airlift Wing blev valgt som en modtager af Air Force Outstanding Unit Award for deres fremragende indsats fra 28. april - 4. juni 2010.
Orkanen Harvey (2017)
C-130 fra 910th Airlift Wing, midlertidigt udstationeret på Kelly Field, fungerede som sprøjtefly og fordelte insektmidler imod stikmyg over områder i det østlige Texas som var blevet hærget af Orkanen Harvey. I løbet af denne specielle mission blev der fordelt myggespray over 9.300 km² (2,3 millioner acres) efter ønske fra Federal Emergency Management Agency (FEMA) og Texas Department of State Health Services (DSHS). Formålet var at assistere katastrofehjælpen ved at begrænse det stærkt stigende antal skadedyr; orkanen havde efterladt store områder med stillestående vand, som gav myggene ideelle yngleforhold. 910th AW har DoD's eneste sprøjtefly som er anvendelige til at kontrollere skadeinsekter, eliminere uønsket og invasiv vegetation, og nedbryde olieudslip i store vandområder.
Sprøjteeskadrillen er nu også i stand til at operere om natten ved hjælp af natsynsbriller (NVG), hviket forøger eskadrillens teoretiske maksimale kapacitet fra ca. 242 km² (60.000 acres) pr. dag til ca. 768 km² (190.000 acres) pr. dag. Sprøjteflyvninger bliver normalt udført i tusmørke og om natten når skadeinsekterne er mest aktive, rapporterer U.S. Air Force Reserve.
Fransk/tysk samarbejde
I 2017 annoncerede Frankrig og Tyskland at de ville oprette en fælles lufttransport-eskadrille på Évreux-Fauville flybasen, Frankrig, bestående af ti C-130J transportfly. Seks af disse vil være i tysk tjeneste. Det forventes at eskadrillen vil blive operationel i 2021, og nå sin fulde operationelle kapacitet i 2024.
Civil brandslukning
I 1970'erne udviklede U.S. Forest Service MAFFS (Modular Airborne FireFighting System) til C-130. Dette kan midlertidigt konvertere en standard C-130 til et brandslukningsfly, som kan indsættes mod skovbrande eller andre naturbrande. Sidst i 1980'erne blev 22 stk. pensionerede USAF C-130A taget ud af 'mølposen' på Davis-Monthan Air Force Base og overført til U.S. Forest Service, som igen overførte dem til seks private firmaer der skulle konvertere dem til brandslukningsfly. Efter at et af disse fly styrtede ned i 2002 - flyet mistede vingerne under slukning som følge af metaltræthed - ophørte USFS med at benytte C-130A til brandslukning. Nogle operatører benytter stadig C-130A til andre opgaver.

En nylig udvikling af et C-130–baseret brandslukningsfly er Retardant Aerial Delivery System som er udviklet af Coulson Aviation USA. Systemet består af en C-130H/Q som er blevet efterudrustet med et afløbssystem i gulvet, kombineret med en udskiftelig 13.250 liters (3.500 US gal.) eller 15.140 liters (4.000 US gal.) vandtank. Det kombinerede system er certificeret af FAA.

## Varianter
Der findes mange, i nogen tilfælde stærkt specialiserede varianter af C-130. De vigtigste militære varianter inkluder:
C-130A/B/E/F/G/H/J/K/T
Grundlæggende taktiske transportfly.
C-130A-II Dreamboat
Tidlig version af et elektronisk opklaringsfly (ELINT/SIGINT).
C-130B BLCEn 'one-off' modifikation af C-130B 58-0712, udrustet med en dobbelt Allison YT56 gasgenerator under begge ydervinger, for at forsyne kontrolflader og flaps med trykluft til luftstrømningsforsøg.
C-130K
Designation for RAF Hercules C1/W2/C3 fly (C-130J i tjeneste ved RAF er kendt som Hercules C.4 og Hercules C.5)
AC-130A/E/H/J/U/W
Ildstøttefly ('Gunships') til langvarige og koncentrerede angreb på jordmål.
C-130D/D-6
Version udstyret med ski, for at kunne anvendes i områder med sne og is. Den bliver anvendt af USAF og Air National Guard.
CC-130E/H/J Hercules
Designation for Canadian Armed Forces / Royal Canadian Air Force Hercules fly. USAF benyttede CC-130J navnet for at kunne differentiere mellem standard C-130J varianter og den forlængede C-130J (firma typebenævnelse C-130J-30).
C-130M
Typebetegnelse benyttet af Brasiliens Luftvåben for lokalt modificerede / opgraderede C-130H fly
DC-130A/E/H
USAF og USN Drone-kontrolfly
EC-130
EC-130E/J Commando Solo – USAF / Air National Guard version beregnet til psykologisk krigsførelse.
EC-130E Airborne Battlefield Command and Control Center (ABCCC) – USAF kontrol/kommandofly til ledelse af jordmålsangreb.
EC-130E Rivet Rider – Fly beregnet til psykologisk krigsførelse.
EC-130H Compass Call – Beregnet til passiv og aktiv elektronisk krigsførelse.
EC-130V – Luftbåren 'early warning' og kontrol (AEW&C). Denne variant blev benyttet af USCG for at afsløre og følge narkosmuglere.
GC-130
Ikke-flyvedygtige flystel til undervisningsformål.
HC-130
HC-130B/E/H – Tidlig udgave af CSAR (search and rescue i eller nær kampzoner) fly.
HC-130P/N Combat King – Anvendt af USAF til luftoptankning og CSAR.
HC-130J Combat King II – Næste generation af CSAR og tankfly.
HC-130H/J – I tjeneste ved USCG til langdistance overvågning såvel som search and rescue. 
JC-130
Midlertidig ombygning til flyvetests; benyttet til at opfange returnerende droner og filmkapsler fra spionsatellitter.
KC-130F/R/T/J
United States Marine Corps Tankfly til luftoptankning og taktisk transportfly.
LC-130F/H/R
USAF / Air National Guard – Version udstyret med ski for anvendelse som supportfly i Arktis og Antarktis; LC-130F og R blev tidligere anvendt af USN.
MC-130
MC-130E/H Combat Talon I/II – Fly til indsættelse og afhentning af deltagere i 'Special operations' (opgaver af en karakter som her i landet typisk løses af Frømandskorpset).
MC-130W Combat Spear/Dragon Spear – 'Special operations' tankfly/ildstøttefly.
MC-130P Combat Shadow – 'Special operations' tankfly.
MC-130J Commando II (tidligere Combat Shadow II) – 'Special operations' tankfly opererende under Air Force Special Operations Command.
YMC-130H – Fly med særlige modifikationer til 'Operation Credible Sport', beregnet på det andet redningsforsøg under gidseltagningen i Iran i 1979.
NC-130
Permanent ombygning til anvendelse for flyvetests.
PC-130/C-130-MP
Maritimt patruljefly.
RC-130A/S
Rekognosceringsfly.
SC-130J Sea Herc
Foreslået maritim patruljeversion af C-130J, designet til kystovervågning og antiubådskrigsførelse.
TC-130
Særlig version til træning af flybesætninger.
VC-130H
VIP transport
WC-130A/B/E/H/J
Vejrrekognoscering ("Hurricane Hunter") version for USAF. Flyvningerne som går tværs igennem orkaner udføres af Air Force Reserve Commands 53d Weather Reconnaissance Squadron på vegne af USA's National Hurricane Center. Utroligt nok er kun en enkelt WC-130H, Swan 38, gået tabt under disse meget voldsomme flyvninger.

## Operatører
Afghanistan
- Ingen data.

 Algeriet
- Algeriets Luftvåben (Algerian Air Force) - Ingen data.

 Argentina
- Argentinas Flyvevåben (spansk: Fuerza Aérea Argentina) - 3 stk. C-130B, 5 stk. C-130H og 2 stk. KC-130H lufttankfly.[72]

 Australien
- Det Australske luftvåben (Royal Australian Air Force) - 12 stk. C-130A 1958-1980, 12 stk. C-130E 1965-nu, 12 stk. C-130H 1970-nu og 12 stk. C-130J-30 Super Hercules 1999-nu.[73]

 Bangladesh
- Bangladesh' luftvåben [Bangladesh Defence Force Air Wing) - Ingen data.

 Belgien
- Det Belgiske Luftvåben (nederlandsk: Luchtcomponent, fransk: Composante air) - 12 stk. C-130H fra 1972-nu.[74]

 Bolivia
- Bolivia's Luftvåben (spansk: Fuerza Aérea Boliviana, FAB) - 7 stk. C-130A, 7 stk. C-130B og 3 stk. C-130H i tjeneste 1977-nu.[75]

 Botswana
- Ingen data

 Brasilien
- Brasiliens Luftvåben (Brazilian Air Force, portugisisk: Força Aérea Brasileira, FAB) - 3 stk. RC-130E til rekognoscering, 7 stk. C-130E og 13 stk. C-130H, plus 2 stk. KC-130H lufttankfly.[76]

 Cameroon
- Cameroons Luftvåben (Armee de l’Air du Cameroun) - ingen data.

 Canada
- Det canadiske luftvåben (Royal Canadian Air Force, RCAF) - 4 stk. CC-130B fra 1960 til 1967, 24 stk. CC-130E 1964-1998, 14 stk. CC-130H 1974-nu, 2 stk. CC-130H-30 1998-nu og endelig 12 stk. CC-130J-30 Super Hercules 2010-nu.[77]

 Chad
- Chads Luftvåben (Force Aerienne Tchadienne) - ingen data.

 Chile
- Det Chilenske Luftvåben (spansk: Fuerza Aérea de Chile) - 4 stk. C-130B og 2 stk. C-130H i tjeneste siden 1972.[78]

 Colombia
- Colombias Luftvåben (spansk: Fuerza Aérea Colombiana, FAC) - 11 stk. C-130B og 3 stk. C-130H i drift 1969-nu.[79]

 Danmark
- Det danske flyvevåben har 4 Lockheed Martin C-130J-30 Hercules transportfly, som blev modtaget i henholdsvis 2004 og 2007. De 4 Lockheed Martin C-130J-30 Hercules afløste 3 ældre Lockheed C-130H Hercules transportfly, som flyvevåbnet modtog i 1975. Forsvaret underskrev i december 2000 kontrakt på levering af 3 Lockheed Martin C-130J-30 Hercules transportfly plus option på yderligere et fly. De 3 transportfly blev leveret i 2004. Med forsvarsforliget 2005-2009 blev det besluttet at flyvevåbnet skulle have et fjerde Lockheed Martin C-130J-30 Hercules transportfly, og det blev leveret i 2007.[80][7]

 Ecuador
- Ecuadors Luftvåben (spansk: Fuerza Aérea Ecuatoriana) - 4 stk. C-130B, 3 stk. C-130H og en enkelt L-100-30, i tjeneste 1969-nu.[81]

 Egypten
- Det Egyptiske Luftvåben (Egyptian Air Force (EAF); arabisk: القوات الجوية المصرية) - ingen data.

 Eritrea
- Eritreas Luftvåben - ingen data.

 Etiopien
- Etiopiens Luftvåben (Ethiopian Air Force (ETAF); Amharic: የኢትዮጵያ አየር ሃይል, Ye Ithopya Ayer Hayl) - ingen data.

 Filippinerne
- Filippinernes Luftvåben (Tagalog: Hukbong Himpapawid ng Pilipinas; spansk: Fuerza Aérea Filipina) - ingen data.

 Forenede Arabiske Emirater
- De Forenede Arabiske Emiraters Luftvåben (United Arab Emirates Air Force (UAEAF)) - ingen data.

 Frankrig
- Det franske luftvåben (fransk: Armée de l'air) - et mix af 14 stk. C-130H og C-130H-30 i drift 1987-nu.[82]

 Gabon
- Gabons Luftvåben (fransk: Force Aeriennes Gabonaises) - ingen data.

 Grækenland
- Grækenlands Luftvåben (Hellenic Air Force (HAF) græsk: Πολεμική Αεροπορία, Polemikí Aeroporía) - 12 stk. C-130H i tjeneste fra 1975, dertil 5 stk. C-130B i tjeneste fra 1992. Flyene er stadig i tjeneste.[83]

 Holland
- Det hollandske luftvåben (nederlandsk: Koninklijke Luchtmacht, KLu) - 5 stk. C-130H-30 i tjeneste 1994-nu.[84]

 Honduras
- Honduras' Væbnede Styrker (Armed Forces of Honduras, spansk: Fuerzas Armadas de Honduras) - 4 stk. C-130A, en enkelt C-130D, i tjeneste fra 1986. Så vidt vides er Honduras det eneste land der stadig benytter C-130A.[36][85]

 Indien
- Indiens Luftvåben ('Royal Indian Air Force', senere 'Indian Air Force', (Sanskrit) भारतीय वायु सेना, Bhāratīya Vāyu Senā) - ingen data.

 Indonesien
- Indonesiens Luftvåben (indonesisk: Tentara Nasional Indonesia-Angkatan Udara, TNI–AU) - ingen data.

 Iran
- Det iranske luftvåben (Islamic Republic of Iran Air Force, IRIAF; persisk: نیروی هوایی ارتش جمهوری اسلامی ایران) - ingen data. Det formodes at der blev 'arvet' nogle C-130 fra Shahens luftvåben, men deres antal, stand og flyvedygtighed er ukendt.

 Irak
- Iraks Luftvåben (Iraqi Air Force (IQAF or IAF); arabisk: القوة الجوية العراقية, Al Quwwa al Jawwiya al Iraqiya) (kurdisk: هێزی ئاسمانی عێراقی )) - ingen data.

 Israel
- Israels Luftvåben (Heyl Ha'Avir hebraisk: זרוע האוויר והחלל, Zroa HaAvir VeHaḤalal) - 27 stk. Hercules, version ukendt, i tjeneste siden 1971.[86]

 Italien
- Italiens Luftvåben (italiensk: Aeronautica Militare; AM) - 14 stk. C-130H i drift i årene 1972-2001. Fra 2000 er flyene blevet afløst af en blanding af 22 stk. C-130J og C-130J-30.[87]

 Japan
- Japans Luftvåben (Japan Air Self-Defense Force (航空自衛隊 Kōkū Jieitai), JASDF) - ingen data.

 Jordan
- Det Kongelige Jordanske Luftvåben (Royal Jordanian Air Force (RJAF); arabisk:  سلاح الجو الملكي الأردني , Silāḥ ul-Jawu al-Malakī ’al-Urdunī) - 4 stk. C-130B mellem 1972-2003. Dertil 5 stk. C-130H fra 1978; disse er stadig i brug.[88]

 Kuwait
- Kuwaits Luftvåben (Kuwait Air Force) - 3 stk. KC-130J Super Hercules fra 2012-nu.[89]

 Liberia
- Det Liberianske Luftvåben (Liberian Air Force) - ingen data.

 Libyen
- Libyens Luftvåben (arabisk: القوات الجوية الليبية) - ingen data. På grund af de p.t. kaotiske forhold i landet, er flyenes data, eksistens og ejerforhold uafklaret.

 Malaysia
- Det Kongelige Malaysiske Luftvåben (malajisk: Tentera Udara Diraja Malaysia (TUDM)) - ingen data.

 Mexico
- Mexico's Luftvåben (spansk: Fuerza Aérea Mexicana, FAM) - 2 stk. C-130A, som må antages at være udtrådt af tjeneste (mangelfulde data) og 4 stk. C-130K. Dertil en enkelt L-100-30.[90]

 Marokko
- Marokkos Luftvåben (Royal Moroccan Air Force (RMAF), arabisk: القوات الجوية الملكية; Berber: Adwas ujenna ageldan; French: Forces royales air) - ingen data.

 New Zealand
- Det newzealandske luftvåben (Royal New Zealand Air Force (RNZAF), Maori: Te Tauaarangi o Aotearoa) - 5 stk. C-130H i tjeneste siden 1965, og stadig i brug.[91]

 Niger
- Nigers Luftvåben (Armée de l’Air du Niger) - ingen data.

 Nigeria
- Nigerias Luftvåben (Nigerian Air Force) - ingen data.

 Norge
- Det norske luftvåben (norsk: Luftforsvaret) - 6 stk. C-130H siden 1969, og stadig i tjeneste.[92]

 Oman
- Omans Kongelige Luftvåben (Royal Air Force of Oman, RAFO — سلاح الجو السلطاني عمان - Silāḥ al-Jaww as-Sulṭāniy ‘Umān) - 3 stk. C-130H fra 1981-nu. Tilsyneladende er der bestilt 1 stk. C-130J-30; det vides ikke om eller hvornår flyet leveres.[93]

 Pakistan
- Det Pakistanske Luftvåben (Pakistan Air Force (PAF), urdu: پاک فِضائیہ) - ingen data.

 Peru
- Det Peruvianske Luftvåben (spansk: Fuerza Aérea del Perú, FAP) - 5 stk. C-130A (formodes udgået), 2 stk. C-130D og 8 stk. L-100 i tjeneste siden 1976.[94]

 Polen
- Polens Luftvåben (Polska Wojska Lotnicze i Obrony Powietrznej) - 5 stk. C130E i tjeneste fra 2007-nu.[95]

 Portugal
- Det Portugisiske Luftvåben (portugisisk: Força Aérea Portuguesa, FAP) - 6 stk. C-130H, taget i tjeneste 1977 og stadig i brug.[96]

 Qatar
- Emiratet Quatars Luftvåben (Qatar Emiri Air Force) - 4 stk. C-130J-30 Super Hercules i drift fra 2011-nu.[97]

 Rumænien
- Rumæniens Luftvåben (Fortele Aeriene Române) - 4 stk. C-130B taget i tjeneste 1996, plus en enkelt C-130H som kom til i 2007.[98]

 Saudi-Arabien
- Det Kongelige Saudiarabiske Luftvåben ((arabisk: القوات الـجوية الـملكية الـسعودية, al-quwwāt al-ğawwiyyah al-malakiyyah as-suʿūdiyyah)) - ingen data.

 Singapore
- Singapores Luftvåben (Republic of Singapore Air Force, RSAF) - 4 stk. C-130B i tjeneste siden 1977, 5 stk. C-130H i tjeneste siden 1980, og en enkelt KC-130H taget i tjeneste 1987. Alle flyene er stadig i brug.[99]

 Sydafrika
- Sydafrikas Luftvåben (South African Air Force, SAAF) - ingen data.

 Sydkorea
- Den Koreanske Republiks Luftvåben (koreansk: 대한민국 공군; Hanja: 大韓民國 空軍; Daehanminguk Gong-gun) - ingen data.

 Spanien
- Spaniens Luftvåben (spansk: Ejército del Aire) - 13 stk. C-130H i tjeneste 1973-nu.[100]

 Sri Lanka
- Sri Lankas Luftvåben (Sri Lankan Air Force) - ingen data.

 Storbritannien
- Royal Air Force - 65 stk. Hercules C.1/3, ibrugtagningsdato ukendt. Af disse er 25 stadig i tjeneste. Desuden 15 stk. Hercules C.4 og 10 stk. Hercules C.5 i tjeneste.[101]

 Sudan
- Sudans Luftvåben (Sudanese Air Force; arabisk:  القوّات الجوّيّة السودانيّة, Al Quwwat al-Jawwiya As-Sudaniya) - ingen data.

 Sverige
- Det Svenske Flyvevåben (svensk: Flygvapnet) - 3 stk. C-130E, taget i tjeneste 1965 og udtrådt af tjeneste før 2000. Dertil 6 stk. C-130H, taget i tjeneste 1965 og stadig i drift.[102]

 Taiwan
- Taiwans Luftvåben (Republic of China Air Force (ROCAF), kinesisk: 中華民國空軍; pinyin: Zhōnghuá Mínguó Kōngjūn) - ingen data.

 Thailand
- Det Kongelige Thailandske Luftvåben (Royal Thai Air Force, RTAF; thai: กองทัพอากาศไทย, Kong Thap Akat Thai)) - 8 stk. C-130H taget i tjeneste 1980, samt 4 stk. C-130H-30 i tjeneste fra 1983. Alle fly stadig i drift.[103]

 Tunesien
- Tunisian Air Force (Tunisian Air Force; arabisk: القوات الجوية التونسية, El Quwat ej-Jawiya et'Tunsia) - ingen data.

 Tyrkiet
- Tyrkiets Luftvåben (tyrkisk: Türk Hava Kuvvetleri) - 8 stk. C-130E fra 1965, plus 6 stk. C-130B indkøbt brugt fra USAF i 1991.[104]

 Ungarn
- Ungarns Luftvåben (Magyar Honvédség Repülö Csapatai) - ingen data.

 Uruguay
- Uruguays Luftvåben (spansk: Fuerza Aérea Uruguaya) - 3 stk. C-130B i tjeneste fra 1992-nu.[105]

 USA
- United States Air Force - 145 stk. C-130E/H/J, 25 stk. AC-130H/U "Spectre"/"Spooky", 20 stk. EC-130H/J "Compass Call", 13 stk. HC-130P, 16 stk. MC-130H "Combat Talon II", 2 stk. MC-130J "Commando II", 23 stk. MC-130P "Combat Shadow" og endelig 12 stk. MC-130W "Combat Spear". Det vides ikke hvor mange fly der er udgået, eller hvilke andre typer der har været anvendt; ufuldstændige data.[106]
- United States Navy - ingen data.
- United States Marine Corps - 46 stk. GV-1 (KC-130F) Hercules i tjeneste siden 1961; 14 stk. KC-130R i tjeneste siden 1976, 82 stk. KC-130J og 26 stk. KC-130T i tjeneste siden 2000. Det vides ikke hvor mange fly der er udgået.[107]
- United States Coast Guard - 12 stk. HC-130B i tjeneste siden 1959; typen antages at være udgået. 1 stk. EC-130E i tjeneste 1966-1986; 35 stk. HC-130H i tjeneste 1968-nu; 1 stk. EC-130V i årene 1991-1993 og 6 stk. HC-130J i tjeneste 2003-nu.[108]

 Venezuela
- Venezuelas Luftvåben (spansk: Fuerza Aérea Venezolana, FAV) - 8 stk. C-130H, trådt i tjeneste 1971.[109] Efter omfattende uro i landet, blokader etc. vides ikke hvor mange fly der er luftdygtige.

 Yemen
- Yemens luftvåben (Yemeni Air Force) - ingen data.

 Zambia
- Zambias Luftvåben (Zambian Air Force, ZAF) - ingen data.

 Østrig
- Østrigs Luftvåben (tysk: Österreichische Luftstreitkräfte) - 3 stk. C-130K, indkøbt fra RAF, 2003-nu.[110]

Tidligere operatører
 Angola
- Ingen data.

 Sydvietnam
- SydVietnams Luftvåben (South Vietnam Air Force eller Vietnam Air Force, VNAF; Vietnamesisk: Không lực Việt Nam Cộng hòa, KLVNCH) - ingen data.

## Uheld og hændelser
Denne liste er ikke komplet, her er kun medtaget de Europæiske operatører. Eftersom ca. 15 % af de ca. 2.350 producerede (2012) Hercules flystel er gået tabt, herunder de 70 der blev mistet af USAF og USMC under Vietnamkrigen, vil en komplet liste blive unødigt omfattende. En sådan liste kan findes på den engelske udgave af Wikipedia. Takket være Hercules' internationale tjeneste, giver tabene en interessant visning af de globale konfliktområder over de sidste 50 år.
Ikke alle tabene har været på grund af styrt - 29 af tabene fra den engelske liste er sket på jorden, enten som resultat af fjendtlig påvirkning, eller andre jordbaserede hændelser.
C-130 Hercules har generelt en lav ulykkesrate. Royal Air Force har registreret gennemsnitligt tab af ét flystel pr. 250.000 flyvetimer i løbet af de sidste 40 år, hvilket placerer Hercules på tredjepladsen efter Vickers VC10 og Lockheed TriStars; disse to typer har ingen tab overhovedet. USAFs C-130A/B/E-modeller havde ifølge NTSB en tabsrate på 5 % (målt i 1989) sammenlignet med 1–2 % for kommercielle rutefly i USA
, 10% for B-52 bombefly og 20% for jagerfly (F-4, F-111), træningsfly (T-37, T-38), og helikoptere (H-3).
 Belgien
- 15. juli 1996: C-130H CH-06 fra det Belgiske Luftvåben styrtede ned i Eindhovens lufthavn, Holland. Flyet transporterede 37 medlemmer af et Hollandsk militærorkester, to piloter, en flight engineer og en loadmaster, i alt 41 personer. Det menes at co-piloten forsøgte en go-around efter at have opdaget en fugleflok på landingsbanen. Et antal af fuglene blev suget ind i motorerne, hvilket medførte at tre motorer tabte effekt. Flyet ramte banen og brød i brand. 32 døde ved selve styrtet og den efterfølgende brand. Ni stærkt forbrændte ofre blev reddet, to af dem døde senere på hospitalet. I Holland er dette styrt kendt som Herculesramp (Hercules katastrofen).

- 5. maj 2006: C-130H CH-02 fra det Belgiske Luftvåben blev ødelagt i en hangarbrand i Brussels Airport, Belgien, sammen med tre civile Airbus A320.

 Grækenland
- 5. februar 1991: C-130H 748 fra Grækenlands Luftvåben, i tjeneste ved 356 Mira, ramte Othrys-bjerget under indflyvning til Nea Anchialos. 63 personer omkom.
- 20. december 1997: C-130H 750 fra Grækenlands Luftvåben, i tjeneste ved 356 Mira, ramte Pastra-bjerget under indflyvning til Tanagra flybasen.

 Italien
- 3. marts 1977: C-130H MM61996 fra Italiens Luftvåbens 46' Aerobrigata ramte Monte Serra, 15 kilometer øst for Pisa, Italien.
- 23. januar 1979: C-130H MM62000 fra Italiens Luftvåbens 46' Aerobrigata sprang over hjulenes stopklodser under en motortest og ramte et træ. Flystellet blev afskrevet.
- 24. november 2009: KC-130J MM62176 fra Italiens Luftvåben styrtede ned på en jernbanelinje nær Galileo Galilei Internationale Lufthavn, Pisa, umiddelbart efter at have udført en touch-and-go landing i denne lufthavn. Alle fem besætningsmedlemmer blev dræbt ved nedslaget.[116][117]

 Norge
- 15. marts 2012: C-130J-30, 10–5630 ser.no. 5630 fra Luftforsvaret styrtede undervejs fra Evenes i Norge til Kiruna i Sverige. Flyet var undervejs for at afhente et antal soldater og returnere til Evenes i forbindelse med NATO-øvelsen "Cold Response".[118]

 Polen
- 5. ebruar 2010: C-130E 1506 fra Polens Luftvåben led strukturel skade under en flyvning og foretog en nødlanding på Mazar-e Sharif Airfield i Afghanistan. Flystellet blev afskrevet.[119]

 Schweiz
- 14. oktober 1987: L-100-30 HB-ILF tilhørende Zimex Aviation blev skudt ned efter starten fra Cuito, Angola.

 Spanien
- 28. maj 1980: C-130H T.10-1 fra Spaniens Luftvåbens Escuadrón 311 ramte et bjerg i det centrale Gran Canaria.

 United Kingdom
- 24. marts 1969: Hercules C.1 XV180 fra Royal Air Force styrtede kort efter take-off fra Fairford i Gloucestershire. Flyet var på en rutinemæssig træningsflyvning da det stallede kort efter take-off og slog ned i en pløjemark knap 300 meter fra enden af startbanen. De seks besætningsmedlemmer omkom.[120]

- 9. november 1971: Hercules C.1 XV216 tilhørende RAF (24' Squadron) styrtede i havet ud for Pisa med 46 Italienske faldskærmssoldater om bord. Der var ingen overlevende.[121]

- 12. september 1972: Hercules C.1 XV194 fra RAF slingrede af landingsbanen under landing på Tromsø Lufthavn i Norge, og endte i en grøft. Flyet blev afskrevet.

- 10. september 1973: Hercules C.1 XV198 fra RAF 48th Squadron styrtede på RAF Colerne i Wiltshire. Flyet udførte en træningsflyvning for andenpiloten, og var lige fløjet ud over enden af bane 07 med et simuleret motorsvigt da den anden motor i samme side svigtede. Flyet var i lav højde (120 meter, 400 fod) og blev fløjet med lav hastighed. De asymmetriske kræfter på flyet var større end hvad besætningen kunne kompensere for, og flyet dykkede direkte i jorden. Alle fem ombordværende blev dræbt.[122]

- 27. juni 1985: Hercules C.1P XV206, tilhørende RAF 1312 Flight, kolliderede i lav højde (60-90 meter, 200–300 ft) og inden i skydækket med en Royal Navy Westland Sea King HAS5 (XZ919) helikopter fra 826 Naval Air Squadron, nord for Falklandsøerne. Selv om C-130 flyet mistede hele vingen udenbords for motor No. 1 (bagbords yderste) klarede det at lande igen. Sea King helikopteren gik tabt, og alle fire ombordværende blev dræbt. Helikopteren gjorde tjeneste ved RNAS Culdrose.[123][124][125]

- 27. maj 1993: Hercules C.3 XV193 tilhørende RAF styrtede ned ved Glen Loch, Blair Atholl, Perthshire i Skotland; flyet stallede efter nedkastning af gods. Otte besætningsmedlemmer fra RAF og en ombordværende Army Air Despatcher omkom ved uheldet.[126][127][128]

- 4. august 1994: En lavtflyvende RAF Hercules ramte og dræbte en soldat, der stod ovenpå en af hærens lastbiler ved South Cerney flyvepladsen i Gloucestershire. Soldaten var fra RAF Brize Norton og var en del af opsamlingsholdet ved nedkastningszonen. Flyet havde nedkastet gods med faldskærm til flyvepladsen, og foretog en lav overflyvning efter nedkastning af det sidste læs.[129]

- 11. juni 1999: Hercules C.1 XV298 fra RAF styrtede under take-off fra flyvepladsen ved Kukës i Albanien efter at have ramt en forhindring. Flyet brød i brand og blev afskrevet.[130]

- 30. januar 2005: Hercules C.1 XV179 fra RAF, en route fra Baghdad airport til Balad, styrtede ned med 10 personer om bord efter at være blevet ramt af skud affyret af oprørere. En mindre brand, forårsaget af en træffer, har formodentligt udløst en eksplosion i brændstoftanken i styrbords vinge.[131]

- 24. maj 2006: Hercules C.1 XV206, tilhørende RAF No. 47 Squadron Special Forces Flight, og som transporterede Stephen Evans, den nye Britiske ambassadør i Afghanistan, havarerede under nedbremsningen efter landing på en jordbane uden for byen Lashkar Gar i Helmand Provinsen, Afghanistan, efter at have ramt en landmine. Eksplosionen gennemhullede den bagbords eksterne brændstoftank og satte motor nr. 2 (bagbords inderste) i brand. Alle ni besætningsmedlemmer og de 26 passagerer evakuerede flyet sikkert, men flystellet udbrændte. Det blev senere afsløret at flyet medbragte et antal SAS soldater såvel som et større pengebeløb, beskrevet som en million US$ af nogle kilder, og som "mere end en million pund" af andre, mens det britiske forsvarsministerie kun ville indrømme "en betydelig mængde kontanter". Pengene var tilsyneladende beregnet på lokale krigsherrer, som modregning for deres støtte og efterretninger.[132][133]

- 12. februar 2007: Hercules C.4 ZH876 tilhørende RAF blev udsat for et alvorligt havari under en landing i Maysan provinsen i Irak, nær den Iranske grænse. Flyet blev efterfølgende ødelagt af egne tropper, da det blev anset som værende for risikabelt for koalitionsstyrkerne at reparere og bjærge flyet. Det var det allerførste tab af et C-130J flystel efter at den nye variant var trådt i tjeneste i 1999. Selvom det er bekræftet at flyet ikke blev anvendt af Special Forces, bar det udstyr til sikret kommunikation, og det var vigtigt at dette udstyr ikke blev kompromitteret.[134][135]

- 23. august 2007: Hercules C.1 XV205 fra RAF landede "meget tungt" om natten på en dårligt forberedt landingsbane i Afghanistan, i et område der var kraftigt infiltreret af Taliban. Hercules flyet, tilhørende 47 Squadron på RAF Lyneham og fløjet af en 47 Squadron Special Forces besætning, blev kraftigt beskadiget og kunne ikke bjærges. Flyet blev ødelagt hvor det lå af britiske ingeniørtropper, så det fortrolige udstyr ikke skulle falde i fjendens hænder. Der blev ikke rapporteret om døde eller kvæstede. Flyet var blevet udrustet med et FLIR (infrarødt) tårn og natkameraer i 2005.[136][137]

- 6. maj 2010: Hercules C.3A XV304 tilhørende RAF foretog en mavelanding på RAF Brize Norton i Oxfordshire. Det blev besluttet ikke at reparere flyet, og de yderste vingesektioner blev afmonteret og benyttet som erstatning på en Hercules C.1 som var under en omfattende renovering i Cambridge.[138]

- august 2017: Hercules C-130J-30 ZH873 blev afskrevet efter en meget hård landing i Erbil International Airport udenfor Arbil i Irak under Operation Shader, tilsyneladende i forbindelse med en 'Special Forces' mission.[139][140]

## Udstillede fly
Listen er ikke komplet; alene i USA er der udstillet mindst 15 fly. Her er kun nogle af de nærmeste lande oplistet. Der vil sikkert blive udstillet flere Hercules i fremtiden, men de fleste er i drift endnu.

### Danmark
- Der er ikke udstillet Hercules transportfly i Danmark. Alle tre udfasede danske C-130H blev solgt til Lockheed Martin, og de fire nye C-130J-J fra 2004-07 i drift.

### Norge
- C-130H Luftforsvaret nr. 953 udtrådte af tjeneste den 10. juni 2007 og blev flyttet til Luftforsvarets museum på Oslos lufthavn, Gardermoen, i maj 2008.[141]

### Storbritannien
- Hercules C3 XV202 gjorde tjeneste ved Royal Air Force fra 1967 til 2011, og er nu udstillet på Royal Air Force Museum Cosford.[142]

## Specifikationer (C-130H)
Reference = USAF C-130 Hercules fact sheet, International Directory of Military Aircraft, Complete Encyclopedia of World Aircraft, Encyclopedia of Modern Military Aircraft 
| Besætning:                    | fem (to piloter, navigatør, flight engineer og loadmaster) |                                                           |
| Kapacitet:                    | Lastrum: 3,02m (119 in.) bredde, 2,74m (9 ft.) højde.      |                                                           |
| Lastrum længde:               | Standard: 12,2m (40 ft.)                                   | Version -30: 16,75m (55 ft.)                              |
| Agterrampen:                  | 3,12m (123 in.) længde                                     | 3,02m (119 in.) bredde                                    |
| Kan bære:                     | * 92 passagerer eller                                      |                                                           |
|                               | * 64 faldskærmstropper eller                               |                                                           |
|                               | * 74 bårepatienter plus 5 paramedicinere eller             |                                                           |
|                               | * 6 USAF paller eller                                      |                                                           |
|                               | * 2–3 Humvees eller                                        |                                                           |
|                               | * 2 M113 pansrede mandskabsvogne eller                     |                                                           |
|                               | * 1 CAESAR selvkørende haubits.                            |                                                           |
| Længde:                       | 29,8 m                                                     | 97 ft 9 in                                                |
| Højde:                        | 11,6 m                                                     | 38 ft 3 in                                                |
| Spændvidde:                   | 40,4 m                                                     | 132 ft 7 in                                               |
| Vingeareal:                   | 162,1 m²                                                   | 1.745 ft²                                                 |
| Tomvægt:                      | 34.400 kg                                                  | 75.800 lb                                                 |
| Max. last:                    | 20.400 kg                                                  | 45.000 lb                                                 |
| Max.last+brændstof:           | 33.000 kg                                                  | 72.000 lb                                                 |
| Max. takeoff vægt:            | 70.300 kg                                                  | 155.000 lb                                                |
| Motorer:                      | Allison T56-A-15                                           | turboprop                                                 |
| Propeller:                    | 4 stk.                                                     |                                                           |
| Propeldiameter:               | 4,1 m                                                      | 13,5 ft                                                   |
| Motorydelse:                  | 4 x 3.430 kW                                               | 4 x 4.590 hk på propelakselen                             |
| Max. hastighed:               | 592 km/t, 320 knob                                         | 366 mph i 6.060 m (20.000 ft) højde                       |
| Marchfart:                    | 540 km/t, 292 knob                                         | 336 mph                                                   |
| Rækkevidde:                   | 3.800 km, 2.050 sømil                                      | 2.360 mi                                                  |
| Max. flyvehøjde tom:          | 10.060 m                                                   | 33,000 ft                                                 |
| med 19 tons (42.000 lb) last: | 7.077 m                                                    | 23.000 ft                                                 |
| Max. stigehastighed:          | 9,3 m/s                                                    | 1.830 ft/min                                              |
| Takeoff længde:               | 1.093 m                                                    | 3.586 ft ved max. takeoff vægt                            |
| Bevæbning:                    | Ingen. Alternativt, se Lockheed AC-130                     | Bombe: 1 stk. BLU-82 "Daisy Cutter" eller GBU-43/B "MOAB" |
| Avionics:                     | Westinghouse (nu Northrop Grumman)                         | AN/APN-241 Vejr- og navigationsradar                      |